# Nibe Industrier
NIBE Industrier AB är en svensk börsnoterad koncern med global närvaro. Företaget utvecklar, tillverkar och säljer energilösningar för kyl- och värmesystem för fastighet, industri och infrastruktur. Nibe grundades av Nils Bernerup vars två första initialer bildar namnet Nibe.
Huvudkontoret ligger i Markaryd där det också finns ett flertal produktionsanläggningar som tillverkar till exempel värmepumpar, varmvattenberedare och kaminer.

## Historia
Nibe Industrier grundades 1949 av Nils Bernerup som Backer Elektro-Värme AB i Sösdala. År 1952 grundade Bernerup också Nibe-Verken AB i Markaryd genom köpet av företaget Ebe-Verken med 3 anställda. Företagsnamnet bildades av de två första bokstäverna i Bernerups för- och efternamn.
År 1952 påbörjades tillverkningen av varmvattenberedare, en produkt med stor efterfrågan då mjölkbönderna samma år blivit ålagda att ha tillgång till varmvatten i mjölkrummet. År 1965 påbörjades licenstillverkningen av kaminer av varumärket Handöl, ett varumärke som senare köptes och blev en del av företaget. Under 1970-talet kompletterades sortimentet med elpannor och 1981 lanserades företagets första värmepump Fighter Twin. Utvecklingen sedan dess har gett flera generationer av värmepumpar och dagens värmepumpar är numera en del av det så kallade intelligenta huset.
Familjen Bernerup sålde 1989 företagen till 18 anställda och två externa investerare, vilka bildat företaget Nibe Industrier AB, med Gerteric Lindquist som företagschef. 1989 omsatte företaget 300 miljoner SEK. Nibe Industrier introducerades på Stockholmsbörsen 1997 och har därefter växt snabbt. Målet har varit att varje år växa 10 procent genom organisk tillväxt och 10 procent genom förvärv och förutom under krisåren 1992–1993 har detta mål uppfyllts varje år.